# Zoila Rosa Volio Pacheco
Zoila Rosa Volio Pacheco, más conocida solo como Zoila Volio (San José, 10 de enero de 1959) es una política, ingeniera agrónoma y abogada costarricense, electa como diputada de la Asamblea Legislativa de la República de Costa Rica para el periodo constitucional comprendido entre el 2018 y el 2022.
Zolia Volio fue elegida diputada por la provincia de San José por medio del Partido Integración Nacional, al cual renunció el 27 de enero del 2020 luego que el partido respaldara a un candidato a vicealcalde en el cantón guanacasteco de Nicoya que sostenía una relación ilegal con una menor de edad.
Fue elegida vicepresidenta de la Asamblea Legislativa para el periodo 2019-2020 con el apoyo de 52 de los 57 diputados, siendo la legisladora que mayor cantidad de votos ha recibido para integrar uno de los puestos del directorio del Congreso.

## Biografía
Volio Pacheco nació en San José, el 10 de enero de 1959. Es hija de Claudio Volio Guardia y Soledad Pacheco Gutiérrez. De este último emana su nexo familiar con el político, sacerdote, militar y filósofo costarricense, Jorge Volio Jiménez y del expresidente de la República Arturo Volio Jiménez (1920-1925).
Volio obtuvo su título de primaria y secundaria en el Colegio Humboldt. Obtuvo su título universitario en agronomía en la Universidad de Costa Rica y su licenciatura en derecho en la Universidad de La Salle.
Es reservista de las fuerzas especiales del Ministerio de Seguridad Pública de Costa Rica y ha trabajado en la Coalición Costarricense de Iniciativas de Desarrollo (CINDE, ahora conocida como Agencia de Promoción de Inversiones en Costa Rica), en el Instituto Interamericano de Cooperación (IICA) y la Cámara de Comercio de Costa Rica.
Desde el 2004 fue designada como directora ejecutiva del Centro de Conciliación y Arbitraje y fue elegida secretaria general del Partido Integración Nacional en agosto de 2017.

## Controversias
Durante su periodo como diputada, Zoila Volio acaparó la atención mediática al cambiar su voto respecto a la Ley de Fortalecimiento de las Finanzas Públicas, ya que pasó de estar en contra en el primer debate, a votar a favor en el segundo debate. Para su cambio de posición afirmó haberse informado con expertos y doctores en economía respecto a los alcances de la ley, que además había recibido visto bueno del Tribunal Constitucional, y destacó que de no aprobarse el mismo, el país podría caer en impago de sus obligaciones. Además, ha utilizado la ley de cannabis y cáñamo prometiendo que sería de ayuda para el reparto de riquezas pero hoy en día trabaja para corporaciones que se dedican a ese tipo de comercio.
Luego durante la discusión de una reforma a la Ley de Armas y Explosivos se le captó diciendo "le voy a dar hasta por el hocico" al diputado Harllan Hoepelman, ya que él estaba a favor de la reducción en la cantidad de armas permitidas por persona de 3 a 1, mientras que Volio se oponía. La diputada no se disculpó al afirmar que había empleado lenguaje coloquial.